# Miez und Mops – Zwei tierische Freunde
Miez und Mops – Zwei tierische Freunde (jap. 子猫物語, Koneko monogatari, dt. „Katzenjunges-Erzählung“) ist ein japanischer Spielfilm aus dem Jahr 1986. Er behandelt die Freundschaft zwischen einer Katze und einem Mops.

## Handlung
Die Katze Miez (jap. Chatran (チャトラン, Chatoran)) und der Hund Mops (jap. Pūsuke (プー助)) wachsen gemeinsam auf einem Bauernhof auf. Beide sind dicke Freunde, die viel gemeinsam erleben.
Eines Tages landet Miez in einer Holzkiste in einem Bach und treibt ab. Sogleich macht sich Mops auf die Suche nach seinem Freund, der sich verschiedener Gefahren wie zum Beispiel Bären und Wasserfällen erwehren muss.
Während Mops bei seiner Suche die Holzkiste findet, freundet sich Miez mit einem Rehkitz und einer Gruppe Ferkelchen an. Dank deren Mutter kann sich Miez stärken und setzt seine Reise sowie seine Suche nach Mops fort. Nachdem Miez nach einigen Rückschlägen im Versteck eines Fuchses weiteres Futter findet, wird er von einem Regenschauer überrascht. Während der gegenseitigen Suche trifft Mops statt auf Miez auf einen Fuchs; Miez hingegen rettet sich nach einem Sturz von einer Klippe ans Ufer und erwehrt sich eines Bären. Die beiden Freunde finden einander schließlich, als Miez in ein Erdloch fällt und Mops ihn befreien kann.
Nach Hause zurückgekehrt, finden die beiden Freunde Partnerinnen und gründen Familien. Zwischen beiden Familien entsteht eine Freundschaft.

## Auszeichnungen
- Im Jahr 1987 wurde der Film als Most Popular Film mit dem Popularity Award ausgezeichnet. Eine Japanese Academy Award-Nominierung gab es in der Kategorie Beste Musik.

- 1988 wurde der Film in der Kategorie Bester Familienspielfilm – Abenteuer oder Cartoon für den Young Artist Award nominiert.

## Kritiken
„Tierfilm mit undressierten, possierlichen Hauptdarstellern, der sich in Bild und Kommentar ganz im Einklang mit der Natur zeigt.“